# Shane O'Neill (soccer)
Pour les articles homonymes, voir O'Neill et Shane O'Neill (homonymie).
Shane Edward O'Neill, né le 2 septembre 1993 à Midleton en Irlande, est un joueur américain de soccer d'origine irlandaise. Il joue au poste de défenseur au Toronto FC en MLS.

## Biographie

### En club

#### Formation et débuts avec les Rapids du Colorado
Alors qu'O'Neill devait rejoindre l'université de Virginie et le circuit NCAA, il signe contre toute attente un contrat Home Grown Player avec son club formateur le 19 juin 2012.

### En sélection
En 2015, il dispute le Festival international espoirs – Tournoi Maurice-Revello, qui se déroule en Provence-Alpes-Côte d'Azur. Il finit 3e du tournoi avec les États-Unis.

## Palmarès
Sounders de Seattle
- Finaliste de la Coupe MLS en 2020
- Finaliste de la Leagues Cup en 2021

 Toronto FC
- Finaliste du Championnat canadien en 2022